# Кульшево (Тверская область)
Кульшево — деревня в Зубцовском районе Тверской области. Входит в состав Вазузского сельского поселения.

## География
Находится в южной части Тверской области на расстоянии приблизительно 15 км на юг от районного центра города Зубцов.

## История
Деревня была отмечена еще на карте 1825 года. В 1859 году здесь (деревня Зубцовского уезда Тверской губернии) было учтено 10 дворов, в 1941—25.

## Население
Численность населения: 94 человека (1859 год), 15 (русские 100 %) в 2002 году, 1 в 2010.